# Eraldo Trindade
Eraldo da Silva Trindade (Macapá, 20 de novembro de 1956) é um Radialista, Jornalista, Engenheiro Florestal, Advogado e Político Brasileiro. Foi Deputado Constituinte pelo estado do Amapá (1987-1991).

## Biografia
Eraldo da Silva Trindade nasceu no dia 20 de novembro de 1956 em Macapá no Amapá. Filho de Graciano da Silva Trindade e Maria Cacilda da Silva Trindade. Eraldo veio de uma família humilde, sendo que seus pais migraram da ilha da Cavina no norte do Pará para Macapá no Amapá em busca de uma vida melhor. Eraldo fez o curso primário no Ginásio de Macapá (GM) e o secundário no Colégio Amapaense.
Aos 22 anos de idade, começou sua profissão de radialista na Empresa Brasileira de Radiodifusão (Radiobrás) e desde então consolidou sua carreira no estado do Amapá. Logo após sua ascensão ao rádio, em 1985, o Radialista se tornou apresentador e diretor de jornalismo da TV Amapá, ancorando o Jornal do Amapá. Ao mesmo tempo assumiu a assessoria de imprensa da Associação dos Professores do Amapá e, no ano seguinte, da Secretaria de Saúde do Amapá. Foi também diretor de relações públicas do Esporte Clube Macapá. Depois, filiou-se ao partido PFL, quando foi eleito em 1986 deputado federal, logo após o fim da ditadura militar.
Em 1989, obteve a contemplação de uma concessão FM para empresa Rádio Amazônia Ltda. (Rádio Cidade - 101,9 FM), em Macapá. Na emissora, foi apresentador de diversos programas, entre os quais: “Eraldo Trindade” com os quadros que mais se destacaram, “As mais tocadas” e “Máquina do tempo”; e o “Feira Livre” destinado ao público específico de donas de casa. No mesmo ano, fundou a Associação das Donas de Casa, desempenhando trabalhos sociais com comunidades carentes da cidade. Em 1990, o radialista foi eleito presidente da Federação das Associações de Imprensa.
Logo após o término de seu último mandato como deputado federal, retornou aos estudos em nível superior. Em 2003, ingressou na faculdade de engenharia florestal no Instituto de Ensino Superior do Amapá, aonde recebeu o título de Engenheiro Florestal. Dois anos antes de concluir a graduação em Engenharia Florestal, ingressou no curso de Direito, no Centro de Ensino Superior do Amapá, bacharelando em 2010. Em 2012, recebeu a aprovação no exame da Ordem dos advogados do Brasil.
Em 2009, foi nomeado secretário de meio-ambiente do município de Macapá, em 2011 assumiu titularidade da Secretaria Desenvolvimento Urbano e Habitacional de Macapá. No segundo semestre de 2011, foi designado a assumir Secretaria Municipal de Manutenção Urbanística da Cidade. No ano seguinte, assumiu a Chefia do Núcleo Civil da Defensoria Pública do Estado do Amapá (DEFENAP). Em 2013, foi nomeado e responsável pela implantação do Núcleo de Conciliação e Arbitragem da DEFENAP.
Atualmente, Eraldo Trindade preside a Comissão de Direitos Humanos da OAB-AP, sendo ainda Chefe do Núcleo de Defesa e Proteção da Pessoa Idosa na Defensoria Pública do estado do Amapá. É casado com Nasarena Sanches da Silva Trindade com quem tem três filhos.

## Carreira politica

### 1º Mandato (1987-1991)
Eraldo tornou-se presidente do diretório regional do Partido da Frente Liberal (PFL - Atual DEM) em 1985, no ano seguinte (1986), foi eleito deputado federal. Tornou-se membro titular da Subcomissão dos Municípios e Regiões da Comissão da Organização do Estado e suplente da Subcomissão da Educação, Cultura e Esportes das comissões da Família, da Educação, Cultura e Esportes, da Ciência e Tecnologia e da Comunicação na Assembleia Nacional Constituinte (ANC). Entre as votações mais importante da ANC, Eraldo foi a favor da “jornada semanal de 40 horas, da proteção ao emprego contra demissão sem justa causa, do aviso prévio proporcional, da unicidade sindical, do voto aos 16 anos, do presidencialismo, da limitação dos juros reais em 12% ao ano e do mandato de cinco anos para o presidente José Sarney; e votou contra o aborto, a pena de morte, a estatização do sistema financeiro e a legalização do jogo do bicho”. Também foi parte do conselho editorial dos programas da Constituinte Nacional. Em 1988, Eraldo continuou seus trabalhos legislativos na Câmara, logo após a promulgação da Carta Constitucional. No mesmo ano, o deputado criou a frente parlamentar Norte/Nordeste, com o intuito de assegurar na Carta Constitucional incentivos fiscais para as duas regiões mais pobres do país. Também se tornou membro titular da Comissão de Ciência e Tecnologia, Comunicação e Informática em 1989. No mesmo ano, Eraldo filiou-se ao Partido Popular (PP) assumindo a liderança do partido na Câmara Federal. Entretanto, no ano seguinte retornou ao PFL e no mesmo ano foi membro titular da Comissão de Trabalho, de Administração e Serviço Público.

### 2º Mandato – (1991-1995)
Em seu segundo mandato, Eraldo “votou contra a criação do Imposto Provisório sobre Movimentação Financeira (IPMF), imposto de 0,25% sobre transações bancárias criado como fonte complementar de recursos para a saúde, e o fim do voto obrigatório; e votou a favor da criação do Fundo Social de Emergência (FSE), que permitia ao governo retirar recursos de áreas como saúde e educação para ter maior liberdade de administração das verbas”. Foi o único membro do PFL reeleito nas eleições de 1990, no ano seguinte, exerceu a coordenação da bancada da Amazônia pelo mesmo partido e membro titular da Comissão de Ciência e Tecnologia, Comunicação e Informática.  O deputado também votou a favor do impeachment do presidente Fernando Collor. Em 1991, realizou visita oficial a Caracas, Venezuela, pela Câmara do Deputados. Em 1993, Eraldo foi membro titular da Comissão de Minas e Energia, da Comissão de Ciência e Tecnologia, Comunicação e Informática e relator da Comissão Parlamentar de Inquérito (CPI) dos Minérios. Neste mesmo ano se retirou do PFL e ingressou no Partido Democrático Social (PDS), tornando-se o vice-líder do partido. Com a fusão do PDS com o Partido Democrata Cristão (PDC), e o surgimento do Partido Progressista Reformador (PPR), Eraldo exerceu a posição de vice-liderança. Desempenhou ainda a função de diretor social do Club do Congresso em 1994, vindo no ano seguinte assumir a presidencial da instituição em Brasília.

### 3º Mandato – (1991-1995)
Eraldo foi reeleito novamente nas eleições de 1994. Em seu terceiro e último mandato, foi membro titular e relator da CPI sobre direitos autorais e membro titular e presidente da Comissão de Desenvolvimento Urbano e Interior; membro titular da Comissão de Fiscalização Financeira e Controle. Durante as votações de emendas constitucionais em 1995, Eraldo votou a favor da quebra de monopólios estatais e da mudança de conceito de empresa nacional. No ano seguinte, foi favorável à reeleição referente aos próximos mandatos para Presidente da República, governadores e prefeitos. Ao mesmo tempo, estava disposto a rever a sua posição caso o governo não cumprisse a promessa feita ao parlamentar de manter mais de 6.000 servidores públicos nos quadrados da União, a disposição do estado do Amapá. Eraldo também foi contra à quebra de estabilidade de servidores públicos, durante a reforma administrativa de 1997. Tornou-se membro da Comissão de Trabalho, de Administração e Serviço Público, e no ano seguinte exerceu o cargo de presidente da Comissão de Direitos Humanos. Suas últimas contribuições foram o voto a favor do teto de R$1.200 para aposentados no setor público, o estabelecimento da idade mínima e tempo de contribuição no setor privado. Em 1999, após o termino de seu último mandato, Eraldo Trindade exerceu o cargo de representante do Governo do Estado do Amapá, em Brasília. 

## Controvérsias
Em 1990, a Fundação de Assistência ao Estudante (FAE), criou uma comissão de inquérito, para apurar denuncia contra Eraldo, sobe a acusação de ser o principal responsável por desviar produtos da merenda escolar de escolas no estado do Amapá nos anos de 1988 e 1989. Entretanto, não foram encontradas provas que justificassem tais acusações. O inquérito foi arquivado, provando sua inocência.

## Condecorações
| Ano  | Categoria                                                                                 | Organização                                                     |
| ---- | ----------------------------------------------------------------------------------------- | --------------------------------------------------------------- |
| 1975 | Honra ao Mérito                                                                           | Federação Amapaense de Basquetebol                              |
| 1985 | Honra ao Mérito                                                                           | Centro Educacional Laguinho, Macapá-AP                          |
| 1985 | Honra ao Mérito                                                                           | Publicidade, Propaganda e Promoções Artísticas, Jana, Macapá-AP |
| 1985 | Honra ao Mérito                                                                           | LBA                                                             |
| 1988 | Certificado Palavra Honra ao Mérito                                                       | Departamento Intersindical de Assessoria Parlamentar            |
| 2009 | Melhor Secretário Municipal                                                               | Amapá em Destaque                                               |
| 2013 | Menção Honrosa - 25 anos da Constituição de 1988 Medalha Assembleia Nacional Constituinte | Câmara dos Deputados                                            |
| 2015 | Destaque                                                                                  | FACOMM/GOAP                                                     |